# Sødal
Sødal er en herregård i Rødding Sogn i det tidligere Nørlyng Herred, Viborg Amt, nu Viborg Kommune. Sødal, eller en gård tæt ved har oprindelig heddet Stabelgaard, og skal have tilhørt Erik Glippings kammertjener Rane Jonsen, der i 1200-tallet ejede flere gårde på Viborgegnen. Den blev nedbrudt efter kongemordet i Finderup Lade. Gården blev genopbygget i 1500-tallet, hvor den hørte under Christoffer Parsberg
Gården var i midten af 1800-tallet temmelig forfalden, og i 1860 måtte statskassen overtage Sødal, der da manglede en ny hovedbygning.
Staten forpagtede nu gården ud til rigsdagsmand Hans Christian Pape, der tidligere havde haft Clausholm i Vendsyssel; Pape skulle så som forpagtningsafgift opføre en ny hovedbygning, og bringe gården i salgbar stand. Hovedbygningen blev opført i 1865 og Sødal blev overtaget af baron Paul Ludvig von Petersdorff, 1834 - 1919; han købte gården 1866 og en søn af den tidligere forpagter, der blev på gården som forvalter.

## Eksterne kilder og henvisninger
- Fik et andet navn efter kongemordet i Finderup lade

|  | Denne artikel om en bygning eller et bygningsværk kan blive bedre, hvis der indsættes et (bedre) billede. Du kan hjælpe ved at afsøge Wikimedia Commons for et passende billede eller lægge et op på Wikimedia Commons med en af de tilladte licenser og indsætte det i artiklen. |

56°30′50″N 9°30′25″Ø / 56.51389°N 9.50694°Ø